# Snow Dogs - 8 cani sotto zero
Snow Dogs - 8 cani sotto zero (Snow Dogs) è un film del 2002 diretto da Brian Levant, con protagonista Cuba Gooding Jr.

## Trama
Ted Brooks è un affermato dentista di Miami, orfano di padre. Un giorno, nello studio dove lavora arriva un testamento proveniente dall'Alaska; Ted è convinto che si tratti di uno sbaglio, ma sua madre Amelia gli confessa la verità: è stato adottato e quindi è lui proprietario del testamento, poiché la sua madre naturale è morta da poco e gli lascia tutti i suoi beni in una cittadina dell'Alaska, Tolketna. Decide dunque di partire e lì stringe amicizia con Barb, la proprietaria di un bar, che gli fa conoscere il posto. Parte dell'eredità è composta da una muta di otto cani da slitta, con i quali non riesce ad instaurare un rapporto amichevole. Decide anche di scoprire chi è il padre naturale, scoprendo che è James Johnson (chiamato "Thunder Jack", per essere ancora vivo dopo essere stato colpito due volte da un fulmine).
Thunder Jack, vuole che Ted gli venda i cani in cambio che gli sia detta la verità sui suoi veri genitori. A questo punto Ted torna a Miami ma, grazie ad una foto rinvenuta casualmente dalla madre adottiva, scopre che Jack non gli ha raccontato la verità e decide così di tornare a Tolketna. Nel frattempo è iniziata la Sfida Artica, una leggendaria gara tra cani da slitta, e Jack partecipa. Dopo che tutti i concorrenti si fermano a una delle tappe a causa del maltempo, questi decide di proseguire per cercare di guadagnare tempo sugli avversari, ma scompare nella tormenta. Ted, venuto a conoscenza della situazione quando torna a Tolketna, si avventura con i suoi cani alla ricerca del suo vero padre e riesce a salvargli la vita dopo che questi si era rotto una gamba.
Alla fine Ted si fidanza con Barb e tempo dopo la sposa e con lei apre uno studio odontoiatrico nei pressi della cittadina.

## Riconoscimenti
- 2003 - ASCAP Award
  - Top Box Office Films (John Debney)